# Powódź w Poznaniu (1888)
Powódź w Poznaniu w 1888 – powódź, która nawiedziła Poznań w 1888, będąc prawdopodobnie trzecim co do wielkości zalewem w dziejach miasta.
Powódź nastąpiła w wyniku gwałtownych roztopów, wywołujących kulminacyjną falę na Warcie. Stan wody wyniósł wtedy 650 cm, na wodowskazie na Chwaliszewie. Zalaniu uległy tereny poniżej 58,0 m n.p.m. Stan wody upamiętnia tabliczka w kościele Bożego Ciała na Piaskach oraz na ul. Długiej 1/2 (jej górna krawędź odpowiada rzędnej 58,225 m n.p.m., a dolna 58,135 m n.p.m.). Podczas powodzi woda zalała: Chwaliszewo, Śródkę, Stary Rynek, Plac Bernardyński, a także podeszła pod kościół Bożego Ciała, ulicę Strzelecką, Drogę Dębińską i Garbary. Ogółem zalanych zostało niecałe osiemset budynków zamieszkałych przez 22.000 osób.
Jej bezpośrednim następstwem była epidemia tyfusu.
9 kwietnia przybyła do Poznania cesarzowa Wiktoria, aby przekazać mieszkańcom wyrazy współczucia od siebie oraz swojego chorego męża – Fryderyka III. Cesarzowa przybyła koleją na dworzec główny, a potem udała się na Święty Marcin oraz do baraków wzniesionych specjalnie dla powodzian. Wynikiem wizyty było przystąpienie do opracowania kompleksowego planu zabezpieczającego Poznań przed powodziami i uczynienie z Warty efektywnego szlaku żeglugowego.